# Ester Ribera Boter
Ester Ribera Boter (Sant Pol de Mar, Maresme, 26 d’agost de 1979) és una jugadora catalana de vòlei platja.
Llicenciada en Ciències de l'Activitat Física i de l'Esport a l'INEFC, va exercir com preparadora física de diversos equips de voleibol de la Superlliga espanyola masculina. Va debutar al circuit professional l'any 2001, formant parella amb Cati Pol, i posteriorment, amb Berta Antequera, competint al circuit europeu i mundial. Entre d'altres èxits, va aconseguir una medalla de bronze al Campionat d'Europa sub-23, la novena posició als Jocs Europeus de 2015 i diverses medalles als Campionats d'Espanya de voleibol. Entre 2014 i 2016, va formar parella amb Amaranta Fernández, amb la qual va proclamar-se campiona de Catalunya el 2016 i va aconseguir una medalla de bronze als campionats estatals. També va participar al preolímpic per competir als Jocs Olímpics de Rio 2016. Va proclamar-se, per segon cop, campiona de Catalunya el 2018 fent parella amb Lia Merteki,